# Zimmertheater Tübingen

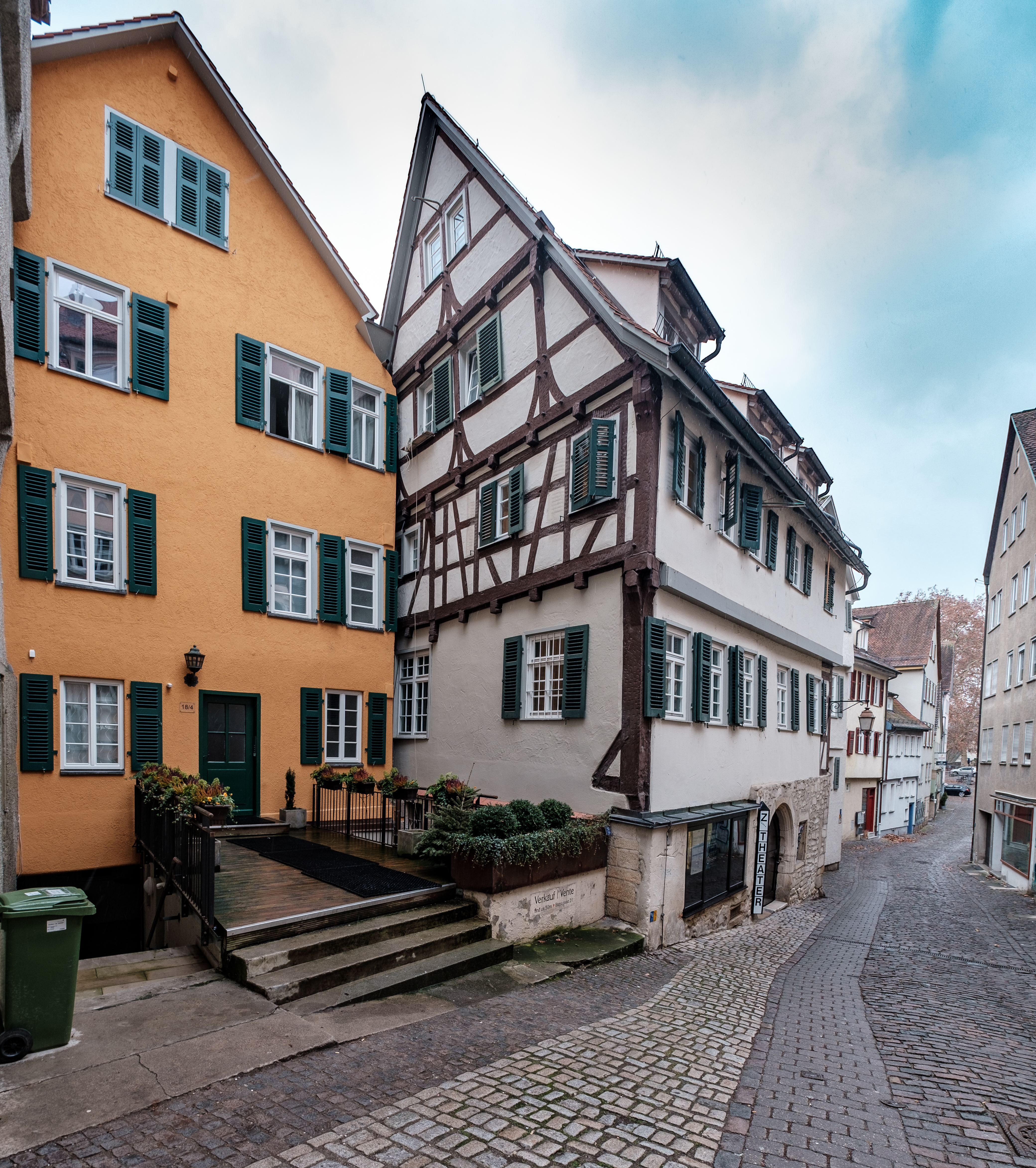
Zimmertheater in der Tübinger Bursagasse

Das Tübinger Zimmertheater, seit 2019 Mitglied im Deutschen Bühnenverein und damit eines der kleinsten Stadttheater der Republik, ist ein zeitgenössisches Theater in Tübingen. Es wurde 1958 als Zimmertheater gegründet und ist beheimatet an der Burse, Bursagasse Nummer 16, direkt an der Neckarfront nur wenige Meter vom Hölderlinturm entfernt.

## Geschichte
1958 fand hier die freie Theatergruppe Der Thespiskarren eine feste Bühne. Hieraus gründeten Heinz E. Johst, Werner Johst und Tom Witkowski das Tübinger Zimmertheater. Aus dem ehemaligen Labor der Trappschen Apotheke in der Bursagasse 16 wurde das Zimmertheater Tübingen.
Mit der Eröffnungspremiere von John Osbornes Blick zurück im Zorn wurde das Theater am 6. Dezember 1958 zum ersten Mal bespielt.
Nachdem das Theater zunächst als eingetragener Verein existierte, wurde es in den 1970er Jahren in eine GmbH umgewandelt. Hauptgesellschafter ist die Stadt Tübingen. Es wird neben weiteren Gesellschaftern weit überwiegend von der Stadt Tübingen getragen und ist damit allen Stadttheatern der Bundesrepublik Deutschland gleichzusetzen.
Seit September 2018 beinhaltet das Tübinger Zimmertheater das Institut für theatrale Zukunftsforschung (ITZ). Im Dezember 2018 wurde das Theater unter der Intendanz von Dieter und Peer Mia Ripberger in den Deutschen Bühnenverein aufgenommen. Als eines von bundesweit nur zwei Theatern öffnete das Zimmertheater im Rahmen eines Modellprojekts im März 2021 inzidenzunabhängig für drei Wochen während der Corona-Pandemie. Seit April 2021 ist das ITZ Teil des Netzwerks für Digitalität, das vom Staatstheater Augsburg und der Dortmunder Akademie für Theater und Digitalität gegründet wurde.

## Intendanten

### Heinz E. Johst (1958–1960)
Der Gründungsintendant Heinz E. Johst, inszenierte mit Osbornes Blick zurück im Zorn die Eröffnungspremiere. Am 6. Dezember 1958 wurde aus dem Wandertheater Der Thespiskarren Tübingen das Zimmertheater Tübingen. Zum Ensemble gehörten, neben den Gründern Werner Johst und Tom Witkowski, auch Anneliese Doll, Gerda Kramer und Fred Raben.
Die Stadt Tübingen hatte damals 9000 Studenten. Diese waren, neben den Tübinger Bürgern, die wesentlichen Theatergänger des Zimmertheaters. Blick zurück im Zorn wurde mit 85 gespielten Vorstellungen zum „Motor“ für das kleine Theater. Ebenso die „Französischen Einakter“ von Jean Cocteau und Guy de Maupassant, Das Missverständnis von Albert Camus und In seinem Garten liebt Don Perlimplin Belisa von Federico García Lorca. Als Beitrag zur Literaturgeschichte stand Korczak und die Kinder von Erwin Sylvanus auf dem Programm.

### Künstlerische Leiter/Geschäftsführer (1960–1965)
Vom 1. Oktober 1960 bis 4. Januar 1962 waren Wolfgang Müller und Gerda Kramer für die Geschäftsleitung und künstlerische Gesamtleitung verantwortlich. Der Name „der Thespiskarren“ wurde von der neuen Leitung nicht mehr benutzt. Ab 5. Januar 1962 kam Johannes Erwin Backhaus in das Leitungsteam. Das Triumvirat herrschte bis 8. Februar 1962. Dann zog sich Wolfgang Müller aus der Leitung zurück, sodass das Zweiergremium bis 30. August 1962 verantwortlich zeichnete. Zu Beginn der neuen Spielzeit übernahm Backhaus die alleinige Leitung. Vom 15. November 1962 bis 15. August 1963 wurde Andreas Weissert Intendant des Zimmertheaters. Vom 16. August 1963 bis 30. September 1964 übernahm Helmuth Alischewski die Theaterleitung. Vom 1. Oktober 1964 bis 30. September 1965 war Walter Ruch Intendant des Theaters.

### Wolfgang Kolneder (1965–1967)
Einer der größten Erfolge von Wolfgang Kolneder war Der Gärtner von Toulouse von Georg Kaiser. Die Regie hatte Joachim Konrad. Mit stürmischem Beifall wurde die Premiere gefeiert. Seine beiden letzten großen Erfolge waren bereits seinem Nachfolger zuzuschreiben.

### Salvatore Poddine (1967–1972)
Er inszenierte bereits innerhalb der Intendanz von Wolfgang Kolneder die Deutsche Erstaufführung von Stanislaw Ignacy Witkiewicz’ Narr und Nonne, sowie das Musical Fantasticks nach Les Romanesques von Edmond Rostand. (Text: Tom Jones, Musik: Harvey Schmidt).
„Europäischer Triumph und persönliche Tragik“ schreibt Bernd Mahl zu Salvatore Poddine in Gute alte Zukunft. Poddine erregte als Intendant und Tänzer überregionale Aufmerksamkeit. Mahl beschreibt in seiner Chronik 1958–2008 auf Seite 87 einen sehr tragischen Vorfall:
Am 12. Februar 1972,

„eine halbe Stunde vor Mitternacht verließ Poddine seine Wohnung im Zimmertheater in der Bursagasse 16, um wie er seiner Frau mitteilte, ‚noch ein paar Schritte zu gehen‘. Er ging in das Kellergewölbe der Bursagasse 2, seinem zweiten Theaterraum, in dem er zuletzt in Handkes ‚Das Mündel will Vormund sein‘ auf der Bühne gestanden hatte: Dort erhängte er sich.“

Die Tübinger Tageszeitung „Schwäbisches Tagblatt“ schrieb am 14. Februar 1972 drei Artikel und einen längeren Kommentar. Mit Salvatore Poddine verlor das baden-württembergische Theaterleben einen seiner originellsten und phantasievollsten Köpfe. Er hatte es verstanden, aus seinem Haus in der Bursagasse mit minimalem finanziellem Aufwand eines der lebendigsten und extravagantesten deutschen Kleintheater zu machen.
Von 1967 bis 1972 entwarf der Designer Frieder Grindler die Theaterplakate für das Zimmertheater.

### George Tabori (1972)
George Tabori, der gerade im Zimmertheater die Uraufführung seiner Clowns inszenierte, übernahm übergangsweise die Leitung. Am 2. Mai 1972 fand dann die Uraufführung der Clowns statt. Als weiterer Interimsintendant inszenierte Reinhard Steidle Franz Xaver Kroetz’ Heimarbeit, bevor Helfrid Foron die Intendanz übernahm.

### Helfrid Foron (1972–1979)
Der Pantomime Helfrid Foron stellte am 1. September sein neues Ensemble vor: Marita Häring, Heidelore Kress, Herbert Fuchs, Magarete Hamm, Peter Kuderna, Uta Püschel, Hermann Woeters, Ute Hardtmann, Maximilian Ruethlein. Erstmals in der Geschichte des Zimmertheaters wurde eine Gage von 1.000,- DM Brutto im Monat bezahlt. Bis dato lag die Gagenspitze bei 720 Mark.
Seine Inszenierung von Dario Fos Farce Der Dieb, der nicht zu Schaden kam hatte großen Erfolg und wurde in verschiedenen Städten Europas gespielt. Als Anerkennung für diese Leistungen spendete das Stuttgarter Kultusministerium einen Kleintransporter im Wert von 20.000 Mark, damit das Zimmertheater seinen vielen Auslandsverpflichtungen nachkommen konnte. Zum Ende seiner 4. Intendanz gab es am 23. Juni 1977 vom Schwäbischen Tagblatt in zwei Artikeln nur höchstes Lob.
Mit 94 % Platzausnutzung war dies ein Traumergebnis, künstlerisch wie finanziell. 50 von 258 Vorstellungen fanden nicht in der Bursagasse statt, sondern weit verstreut in Europa. Forons letzte Inszenierung war Varieté, Varieté, eine Uraufführung nach Oskar Schlemmer, welche am 24. September 1978 in Berlin stattfand. Der Steirische Herbst sowie London buchten die Berliner-Tübinger Produktion.
Foron eröffnete seine letzte Spielzeit mit der Premiere von Varieté, Varieté. Gespielt wurde in der Fabrikhalle der Firma Schweickhardt, da die Bühne im Zimmertheater zu klein war. Am 5. Oktober 1978 zitierte das „Schwäbische Tagblatt“ Stellen aus den Berliner Medien: „Varieté, Varieté! Ein buntes Multi-Media Spektakel.... Ein Auftragswerk der Berliner Festwochen.“ Forons Abschied von Tübingen fand in einem 350 Personen fassenden Zelt statt. Auch Friedrich Karl Waechters Schule mit Clowns wurde dort gespielt. Die letzte Vorstellung von Varieté, Varieté war ein Gastspiel in Istanbul.

### Siegfried Bühr (1979–1984)
Zum Ensemble Siegfried Bührs gehörte von 1979 bis 1983 auch der Schauspieler Dominique Horwitz. Im November 1983 gelang Bühr die packende Inszenierung der Eisenwichser von Heinrich Henkel. Er hatte ein Bühnenbild geschaffen, das größer war als der noch verbliebene Zuschauerraum. 40 Rohre waren 120 Meter lang kunstvoll ineinander verschlungen. Hier wurden die beiden Schauspieler Paul Faßnacht und Eberhard Wolff zu wahren Robotern.

### Hartmut Wickert (1984–1988)
Hartmut Wickert begründete mit dem Theater Lindenhof aus Melchingen das Tübinger Sommertheater, mit einer in der ganzen Stadt spielenden Aufführung Hölderlin Tübingen Turm (1987). Diese wurde vom Schwäbischen Tagblatt zur Aufführung des Jahres gewählt. Auch erschien zu dieser Inszenierung noch eine ganzseitige Bildreportage, welche die Aufführung in neun Stationen wiedergab. Seine letzte Inszenierung war: Der neue Menoza oder die Geschichte des cumbanischen Prinzen Tandi von Jakob Michael Reinhold Lenz, entstanden zur Goethe-Zeit 1773.

### Thomas Bockelmann (1988–1993)
Thomas Bockelmann war von 1988 bis 1994 Dozent für Theater am Leibniz-Kolleg der Universität Tübingen. Seine Inszenierung Mercedes von Thomas Brasch wurde 1990 bei den Baden-Württembergischen Theatertagen in Heidelberg als beste Inszenierung ausgezeichnet.

### Crescentia Dünßer und Otto Kulka (1993–1995)
Crescentia Dünßer und Otto Kukla übernahmen mit ihrem Zelt–Theater–Ensemble für zwei Spielzeiten das Zimmertheater Tübingen. 52 Vorstellungen einer Bearbeitung von Faust I und II der Regisseurin Gabriele Gysi waren zu 100 % ausverkauft. Neben den beiden Intendanten Dünßer und Kulka bestand das Ensemble aus: Karin Czuka, Irene Hartmann, Ulrich Walljasper, Monika Fischer, Anne Levin, Angelika Stehle, Michael Sattler, Paul Peter Schwietzke und Sofie Thyssen.

### Klaus Metzger (1996–2002)
Im fliegenden Wechsel übernahm Klaus Metzger die Intendanz schon im Januar 1996. Er inszenierte als Sommertheater Henrik Ibsens Opus magnum Peer Gynt in der Platanenallee am Silcher-Denkmal; die Premiere war fand am 25. Juli 2001 statt.

### Vera Sturm (2002–2007)
Ihre erste Inszenierung Die Präsidentinnen von Werner Schwab, wurde mit Therese Affolter, Barbara Kratz und Libgart Schwarz ein großer Erfolg. In der Theaterzeitschrift Theater heute wurde Libgart Schwarz für das Jahresheft 2003 von der Kritikerin Christine Dössel für ihre Rolle Else in Präsidentinnen zur Schauspielerin des Jahres gekürt.

### Axel Krauße und Christian Schäfer (2007–2018)
Axel Krauße leitete gemeinsam mit Christian Schäfer das Zimmertheater. Sie starteten unter dem Spielzeitmotto „An die Arbeit“ wieder mit einem festen (Mini-)Ensemble. Nachdem Schäfer 2013 als Künstlerischer Leiter ans Theater Gütersloh berufen worden war, stand die erste Spielzeit unter der alleinigen Intendanz von Axel Krauße unter dem Motto „Was kostet die Welt?“. Gezeigt wurden unter anderem die von Publikum und Presse ungemein positiv aufgenommenen Ur- und Erstaufführungen Morgen spricht von mir die ganze Welt – ein dokumentarischer Abend über den Amoklauf von Mühlhausen 1913 von Krauße und Peter Sindlinger sowie Das Haus der libanesischen Autorin Arzé Khodr. Zum 100. Geburtstag von George Tabori zeigte das Zimmertheater Tübingen sein Stück Mein Kampf.
Die Spielzeit 2014/2015 stand unter dem Motto „Leben lassen“. Unter anderem wurde die Uraufführung Nicky und Willy, ein Abend zum Ersten Weltkrieg, die deutschsprachige Erstaufführung von Das archimedische Prinzip des Katalanen Josep Maria Miró i Coromina und die Uraufführung Stellplatz 51 – Das Camping-Musical des Autorentrios Krauße, Bernd Kohlhepp und Susanne Hinkelbein realisiert.

### Dieter und Peer Ripberger (2018–2023/2025)
Die Intendanten Dieter und Peer Mia Ripberger leiteten seit der Spielzeit 2018/19 das Zimmertheater Tübingen. Als Institut für theatrale Zukunftsforschung (ITZ) verfolgt das Theater ein progressives Programm – mit festem Ensemble und einer dezidiert zeitgenössischen Ausrichtung. 2019 wurde das Theater in den Deutschen Bühnenverein aufgenommen. Im Sommer 2020 wurde das Institut für theatrale Zukunftsforschung im Zimmertheater für die Shortlist des ZukunftsGut-Preises der Commerzbank-Stiftung nominiert. 2024 war das Haus Teil des Der Faust-Theaterpreises. Nominiert waren die Musiker Dupelius&Wilcken für ihren Soundtrack zum Spielzeitprojekt „Im Taumel des Zorns“, das die Spielzeit 2023/24 mit 7 Episoden einer zusammenhängenden Story mit 12-stündigem Binge-Watching-Finale prägte. Dieter Ripberger hatte die Position des Intendanten bis 2023 inne, Peer Mia Ripberger trat von dieser Position vorzeitig zum Ende der Spielzeit 2024/25 wegen geplanter drastischer Sparmaßnahmen zurück.

### Thomas Bockelmann (seit 2025)
Mit Beginn der Spielzeit 2025/2026 soll Thomas Bockelmann die Intendanz des Zimmertheaters übernehmen.

## Weitere Spielstätten
- In den Jahren um 1972 wurde der Keller an der Bursagasse zu einem zweiten Bühnenraum ausgebaut, so dass seitdem wahlweise im „Zimmer“ am Neckar mit 60 Zuschauerplätzen oder im „Gewölbe“ mit 80 Plätzen gespielt werden kann. Feuerpolizeiliche Anordnungen verringerten die Kapazität bereits vor der Corona-Pandemie.
- Auch das Foyer wird für Lesungen und kleine Konzerte genutzt.
- Außerdem bespielt das Zimmertheater das ehemalige Kino Löwen in der Kornhausstraße als dritte Spielstätte. Seit der Spielzeit 2021 / 2022 ist der Löwen nach coronagerechter Sanierung als Große Bühne des Zimmertheaters mit 99 Plätzen etabliert. Moderne Theatertechnik, ansteigende Zuschauertribünen und eine attraktive Theaterbar machen die blackbox zu einer großstädtischen Theaterbühne im Stile etwa der Berliner Sophiensäle.

## Gastengagements und Gastspiele an anderen Spielorten
Das Zimmertheater rühmt sich in einer langen Liste des Gast-Engagements von bekannten Theatermenschen, und diese verweisen in ihrer Vita gerne auf ihre Tätigkeit in der Nachbarschaft des Hölderlinturms.
Das Zimmertheater wurde auch in andere Städte eingeladen, so gastierte es in der Spielzeit 1977/78 mit Dario Fos Farce Der Dieb, der nicht zu Schaden kam in verschiedenen Städten Europas. Helfrid Forons letzte Inszenierung war Varieté, Varieté, eine Uraufführung nach Oskar Schlemmer, welche am 24. September 1978 in Berlin stattfand und für mächtig Furore sorgte. Der Sender Freies Berlin hat unbesehen eine Fernsehaufzeichnung gebucht, und der Steirische Herbst sowie London buchten die Berliner-Tübinger Produktion, so in: Stuttgart, Berlin, Paris, Zürich, Liechtenstein, Liège, Malmö, Stockholm, Göteborg, Oslo, Bergen, Turku, Helsinki, Tampara, Kopenhagen und Istanbul.
2009 war das Zimmertheater mit Werner Fritschs Bring mir den Kopf von Kurt Cobain erstmals bei den Ruhrfestspielen vertreten und auch 2010 mit der deutschsprachigen Erstaufführung Zastrozzi des kanadischen Dramatikers George F. Walker und mit der Uraufführung Die Lieb-Haberin vom Zimmertheater-Hausautor Joachim Zelter. Bei den Festspielen 2012 wurde die deutschsprachige Erstaufführung von Anna Jablonskajas Monodialogen Es gibt kein Ende gezeigt.
In der städtischen Theaterkultur teilt sich das Zimmertheater seit 1986 im Wechsel mit dem Landestheater Tübingen und dem Theater Lindenhof die Verantwortung für eine Freilichttheater-Inszenierung zum Tübinger Sommertheater, in dem Tübinger Orte bespielt werden.

## Auszeichnungen
2012 wurde das Zimmertheater Tübingen mit dem Kulturpreis der Bürgerstiftung Tübingen ausgezeichnet, der mit 10.000 Euro dotiert ist.